# ABC (группа)
ABC — британская музыкальная группа, играющая в стилях новая волна, новая романтика и синтипоп, являвшаяся одной из самых популярных групп новой волны начала 1980-х, которая добилась популярности не только в Великобритании, но и в других странах мира, особенно — в США.
Первоначально группа называлась Vice Versa, в которой играли будущие музыканты ABC Стефен Синглтон, Марк Уайт и Дэвид Сиденхем, к которым в конце 1970-х присоединился клавишник и вокалист Мартин Фрай, являвшийся единственным бессменным участником за всю историю существования ABC.
На творчество участников коллектива повлияли Дэвид Боуи и Roxy Music. ABC добились успеха благодаря своему коммерчески успешному альбому The Lexicon of Love и хитам «Poison Arrow», «Look of Love», «All of My Heart», «(How to Be) a Millionaire», «Be Near Me».
Группа продолжает гастролировать и по сей день, в 2008 году они выпустили свой восьмой студийный альбом, Traffic.

## История
Коллектив Vice Versa образовался в 1977 году в Шеффилде; его основным направлением был пост-панк.
В его группу вошли Марк Уайт, Стефен Синглтон и Дэвид Сиденхем. Они пригласили к себе вокалиста Мартина Фрая, создали свой собственный лейбл Neutron Records и записали свой первый сингл «New Girls». К ним также присоединились Дэвид Робинсон и Марк Лики. В таком составе Vice Versa просуществовала до 1980 года.
В 1980 группу переименовали в ABC и музыканты сменили музыкальное направление, перейдя на поп-музыку. Первый сингл ABC, «Tears Are Not Enough», изданный осенью в ноябре 1981 года, попал на 19-е место в UK Singles Chart. Вскоре после этого Дэвид Робинсон был заменен на ударника Дэвида Палмера.
В то время Мартин Фрай был поклонником творчества групп The Clash и Dollar, позднее он заключил контракт с продюсером хита «Hang Held in Black and White» Тревором Хорном, который сформировал The Buggles и работал с Frankie Goes to Hollywood, Art of Noise, а также Малькомом Маклареном.
После этой замены вышли ещё два сингла ABC: «Poison Arrow» с саксофонной партией в стиле Roxy Music и «Look of Love», а следом за ними в 1982 году был издан дебютный студийный альбом группы,The Lexicon of Love, ставший альбомом номер 1 в чарте UK Albums Chart, в Швеции он занял 3 место, а в Новой Зеландии, как и в Великобритании ему также досталось 1. В Нидерландах и в Норвегии он попал в топ-20.
Альбом был положительно встречен критиками, хотя мнения разделились: некоторые считали, что «альбом — символ музыкального жанра нью-поп, трансформированный из панка 1977», другие назвали это «гламурным попом». Хорошие продажи альбома подняли его на 24 строчку американского чарта.
MTV взял на раскрутку видеоклипы, снятые на песни «Poison Arrow» и «Look of Love», чтобы помочь группе приобрести большую популярность в Америке.
Однако с выпуском следующего альбома ABC было труднее достичь коммерческого успеха. Марк Лики покинул группу в 1982 году, а Дэвид Палмер присоединился к японской группе Yellow Magic Orchestra.
Второй студийный альбом, который назывался Beauty Stab, не получил одобрения от критиков и слушателей, так как он содержал композиции с гитарными соло и лирикой на социальные темы. Несмотря на то, что диск 1983 года не был успешен, это был один из смелых экспериментов в музыке коллектива.
Тем не менее он оказался неуместным как для ABC, так и для музыкальной поп-сцены того времени.
Он также плохо ротировался и в чартах — в Великобритании он занял 12-е место, а в хит-парадах Новой Зеландии, Нидерландов, и Швеции он оказался за пределами топ-10. Сингл альбома
«That Was Then But This Is Now» занял 18 место.
Следующий альбом How to Be a Zillionaire (1985) получился лучше, чем Beauty Stab, но диск содержал в себе элементы диско и хип-хопа — жанров, которые не были популярны в Великобритании. В США How to Be a Zillionaire продавался хорошо, а сингл «Be Near Me» занял 8 место в Billboard Hot 100. В Британии он попал на 26 позицию.

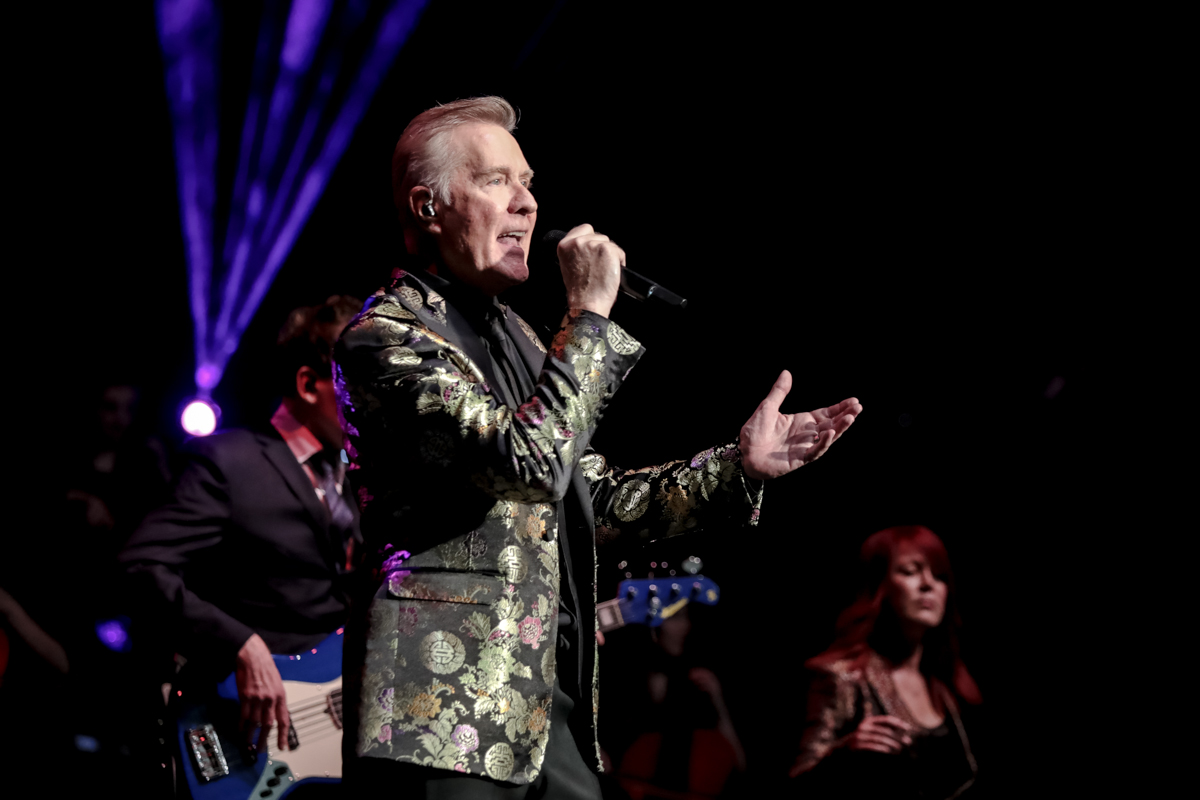
ABC

Позднее к группе присоединился новый участник Дэвид Яритту, но в Великобритании у коллектива по-прежнему дела шли плохо. Группе пришлось приостановить музыкальную деятельность из-за болезни Мартина Фрая.
В 1987 году ABC приступили к записи альбома Alphabet City, который был схож как стилистически, так и в музыкальном плане с Lexicon of Love. Это был второй успешный альбом группы с 1982 года. Песня, посвященная Смоки Робинсону «When Smokey Sings» стала хитом в Европе и в США. Композиции «The Night You Murdered Love» и «King Without a Crown» также были изданы в качестве синглов. Следующий альбом Up попал только в чарт Великобритании, а следом вышел сборник, Absolutely в 1990 году и попал в топ-10 UK Albums Chart. После выпуска этих альбомов, Мартин Фрай занялся сольным творчеством, и после долгого творческого перерыва в 1997 вышел альбом Skyscraping, который продавался довольно неплохо и был хорошо оценен критиками.

## Дискография
- 1982 — The Lexicon of Love
- 1983 — Beauty Stab[англ.]
- 1985 — How to Be a ... Zillionaire![англ.]
- 1987 — Alphabet City[англ.]
- 1989 — Up
- 1991 — Abracadabra[англ.]
- 1997 — Skyscraping[англ.]
- 2008 — Traffic
- 2016 — The Lexicon of Love II[англ.]

## Состав группы
Текущий состав

Единственным бессменным участником коллектива является вокалист Мартин Фрай; остальные появляются исключительно на концертах ABC.
- Мартин Фрай — вокал (1980 — настоящее время)
- Мэтт Бейкер — гитара (2008 — настоящее время)
- Роб Хьюз — саксофон (2008 — настоящее время)
- Энди Карр — бас-гитара (2008 — настоящее время)
- Лили Гонсалес — перкуссия (2008 — настоящее время)
- Стив Келли — клавишные (2008 — настоящее время)
- Ричард Брук — ударные (2009 — настоящее время)

Бывшие участники
- Марк Уайт — гитара, клавишные (1980 — 1982)
- Стефен Синглтон — саксофон (1980 — 1984)
- Марк Лики — бас-гитара (1980 — 1982)
- Дэвид Робинсон — ударные (1980 — 1982)
- Дэвид Палмер — ударные (1982, 2004—2009)
- Алан Лэрэми Тэйлор — бас-гитара (1982, 1985—1987)
- Энди Ньюмарк — ударные (1983)
- Фиона Руссел Пауелл — вокал (1985)
- Дэвид Яритту — вокал (1985)
- Гленн Грегори — вокал (1995 — 1997)
- Кейт Лоундес — гитара (1995 — 1997)